# アントニオ・シウヴァ
- アントニオ・シルヴァ

アントニオ・シウヴァ（António Silva）ことアントニオ・ジョアン・ペレイラ・アルブケルケ・タヴァレス・シウヴァ（António João Pereira Albuquerque Tavares Silva、2003年10月30日 - ）は、ポルトガル・ヴィゼウ出身のサッカー選手。プリメイラ・リーガ・ベンフィカ所属。ポルトガル代表。ポジションはDF。

## 経歴

### クラブ
ヴィゼウに生まれ、2015年から在籍していたヴィゼウ・ユナイテッドでの活躍から、ポルトガル国内3強からオファーを受け、SLベンフィカの下部組織に入団した。2021年11月18日、自身初のプロ契約を結び、Bチームへの昇格が決定した。翌年4月2日、リーガプロのCDマフラ戦にてプロデビューを果たした。
2022年8月27日、トップチームのCBとしてレギュラーを務めていたニコラス・オタメンディが累積警告で欠場したボアヴィスタFC戦でトップチームデビューのチャンスを得ると、その試合での活躍がロガー・シュミット監督に高く評価され、その後はレギュラーに定着した。2022年9月5日、クラブとの契約を2027年まで延長し、契約解除金は1億ユーロに設定された。

### 代表
ポルトガルの各世代別代表を経験している。
2022年11月17日、ナイジェリア代表との親善試合でA代表初出場。

## 代表歴

### 出場大会
- ポルトガル代表
  - 2022 FIFAワールドカップ

### 試合数
- 国際Aマッチ 7試合 0得点（2022年-）[6]

| ポルトガル代表 | 国際Aマッチ | 国際Aマッチ |
| 年             | 出場        | 得点        |
| -------------- | ----------- | ----------- |
| 2022           | 2           | 0           |
| 2023           | 5           | 0           |
| 2024           |             |             |
| 通算           | 7           | 0           |

## タイトル
ベンフィカユース
- UEFAユースリーグ: 2021-22

ベンフィカ
- プリメイラ・リーガ: 2022-23
- スーペルタッサ・カンディド・デ・オリベイラ: 2023